# Hildesheimer Kreuzbrakteat
Der Hildesheimer Kreuzbrakteat, auch Kreuzbrakteat genannt, ist eine Auszeichnung für besondere Verdienste um die Stadt Hildesheim. Mit einer entsprechenden Urkunde verbunden ist eine Anstecknadel mit einer Münze, eines nachgebildeten Hildesheimer Silber-Brakteaten, der unter Bischof Adelog im Zeitraum von 1171 bis 1190 geprägt wurde. Die mit einem christlichen Kreuz versehene Prägung trägt die Umschrift „Ego Hildensemensis sum“ (Ich bin ein Hildesheimer). Der Kreuzbrakteat kann in Gold und Silber verliehen werden. Über die Verleihung entscheidet der Oberbürgermeister. Ausgezeichnet werden auch verdiente Kommunalpolitiker, etwa Ortsratsmitglieder, die einem Ortsrat mindestens 15 Jahre angehört haben.

## Verleihung und Preisträger
- 1994: Kreuzbrakteat in Gold an die Freundschaftsbrücke Deutschland e.V.[5]
- 2000: Kreuzbrakteat in Gold an Hans Friedrich Werkmeister[6]
- 2013: Kreuzbrakteat in Silber an Alexandra Panteleeva[7]
- 30. April 2013: Kreuzbrakteat in Gold an Oberamtsanwalt Peter Grohmann[8]
- Oktober 2013: Kreuzbrakteat in Gold an Nevin Sahin für ihr Engagement zur Integration von türkischen Frauen in Hildesheim[9]
- Dezember 2016: Goldbrakteat in Gold an den Ortsbürgermeister von Himmelsthür Alfons Bruns[10]
- Mai 2018: Kreuzbrakteat in Gold an Erhard Paasch[11]
- 25. September 2018: Kreuzbrakteat in Gold an Marietta Tebbenjohanns für ihr ehrenamtliches Engagement in der Flüchtlingshilfe[12]
- 2019: an Rita Thönelt[13]
- 26. August 2019: Kreuzbrakteat in Gold an den scheidenden Stadtbrandmeister Thomas Bartels[14][15]
- November 2012: Kreuzbrakteaten in Gold an die zwei Ortsratsmitglieder aus Ochtersum Jutta Pufahl und Manfred Salge[16]

- Dezember 2021: Kreuzbrakteat in Silber an Elisabeth Junge für das von ihr initiierte Engagement der Hildesheimer Schulen zugunsten krebskranker Kinder[17]
- 16. Februar 2023: Kreuzbrakteat in Gold an Enzo Iacovozzi verliehen für sein ehrenamtliches Engagement für die deutsch-italienischen Beziehungen[18]
- 7. September 2024: Kreuzbrakteat an Jupp Gerhardy verliehen für seine langjährigen ehrenamtlichen Bemühungen im Jugendaustausch zwischen Hildesheim und Weston-super-Mare[19]